# Cimetière de Rakowice
Le cimetière de Rakowice, ou Rakowicki (polonais : cmentarz Rakowicki) à Cracovie, conçu au début du XIXe siècle (1801-1802), est la nécropole de prestige de l'ancienne capitale de la Pologne et un des cimetières les plus célèbres du pays. Ici reposent aussi bien des citoyens anonymes comme des personnalités connues de tous : des créateurs de culture, scientifiques, des militants pour l’indépendance, des activistes politiques ou sociaux, des insurgés, des soldats de deux guerres.
Le cimetière constitue un monument d’une grande valeur historique. Une partie de tombes est l’œuvre des architectes et des sculpteurs connus.

## Histoire
Le cimetière de Rakowice est le plus ancien cimetière municipal de la ville de Cracovie. Fondé au XIXe siècle pour remplacer les cimetières paroissiaux, il est rapidement devenu un espace symbolique regorgeant de chefs-d’œuvre d’architecture et de sculpture funéraires.
Les tombes et les plaques les plus anciennes sont disposées le long du mur situé à côté de l’entrée principale, avec la tombe  de la première personne inhumée – Apolonia Bursikowa, jeune bourgeoise de Cracovie morte de la tuberculose en janvier 1803. 
Dans la plus ancienne partie du cimetière se trouvent aussi des sculptures funéraires remarquables, dont l’Ange de la vengeance (consacré aux victimes du bombardement de Cracovie par l’artillerie autrichienne en 1848) et la Femme en deuil sur la tombe des Falter. 

## Personnalités inhumées
Y sont entre autres enterrés :
- Bronisław Abramowicz (1837–1912), peintre
- Théodor Axentowicz (1859–1938), peintre et recteur de l'Académie des beaux-arts de Cracovie
- Michał Bałucki (1937–1901), écrivain
- Adam Belcikowski (1839–1909) dramaturge et poète.
- Jerzy Bińczycki (1937–1998), acteur
- Michał Bobrzyński (1849–1935), historien et politicien
- Maria Bogda (1909–1981), star de cinéma de la Pologne de l'entre-deux-guerres.
- Stanisław Chlebowski (1835–1884), peintre orientaliste
- Albert Chmielowski (1845–1916), peintre, activiste sociale, moine et saint de l'Eglise catholique
- Halina Czerny-Stefańska (1922–2001), pianiste
- Tytus Czyżewski (1880–1945), peintre, poète, et critique d'art
- Franciszek Dąbrowski (1904–1962), militaire, défenseur de Westerplatte
- Marian Dąbrowski (1878–1958) journaliste, le plus grand magnat de la presse en Pologne de l'entre-deux-guerres, député à la Diète nationale
- Ignacy Daszyński (1866–1936), homme politique cofondateur du Parti social-démocrate polonais, puis Parti socialiste polonais
- Józef Dietl (1804–1878), médecin, recteur de l'Université Jagellonne de Cracovie et maire de la ville de Cracovie
- Helena Dunicz-Niwińska (1915–2018), violoniste
- Teodora Giebułtowska (1846–1896), femme du peintre Jan Matejko
- Marek Grechuta (1945–2006) poète et chanteur
- Roman Ingarden (1893–1970), philosophe
- Stefan Janus (1910–1978), pilote de chasse, as des forces armées polonaises de la Seconde Guerre mondiale
- Henryk Jordan (1842–1907) médecin, professeur, philanthrope, pionnier de l'éducation physique et sportive en Pologne
- Tadeusz Kantor (1915–1990), metteur en scène, théoricien de l’art, acteur et professeur à l’Académie des beaux-arts de Cracovie.
- Andrzej Kapiszewski (1948–2007), sociologue et diplomate.
- Franciszek Kasparek (1844–1903) juriste, professeur et recteur de l'université Jagellonne
- Oskar Kolberg (1814–1890) ethnographe, folkloriste et compositeur
- Kazimierz Kordylewski (1903–1981), astronome
- Apollo Korzeniowski (1820–1869) écrivain, militant indépendantiste et père de l'écrivain Józef Konrad Korzeniowski connu comme Joseph Conrad.
- Juliusz Kossak (1824–1899), peintre
- Wojciech Kossak (1856–1942), fils de Juliusz Kossak, peintre
- Anna Zofia Krygowska (1904-1999), mathématicienne
- Jerzy Kuryłowicz (1895–1978), linguiste, un des plus grands spécialistes des langues indo-européennes
- Eugeniusz Kwiatkowski (1888–1974), chimiste, économiste et homme politique
- Barbara Lass (1940-1995) actrice polonaise
- Piotr Lenartowicz (1934–2012), philosophe, médecin et biologiste
- Lucjan Malinowski (1839–1898), linguiste, pionnier de dialectologie polonaise
- Jan Matejko (1838–1893), peintre historique
- Józef Mehoffer (1869–1946), peintre considéré comme l'un des représentants les plus importants de l'Art nouveau et du symbolisme polonais
- Piotr Michałowski (1800–1855), peintre romantique
- Helena Modrzejewska (1840–1909), une des plus grandes actrices dramatiques en Pologne et aux États-Unis
- Janusz Muniak (1941–2016), joueur de saxophone et compositeur de jazz.
- Julian Nowak (1865–1922), médecin et homme d'État, premier ministre de Pologne de juillet à décembre 1922.
- Jerzy Nowosielski (1923–2011), peintre connu pour ses peintures murales, iconostases et polychromies dans les églises orthodoxes
- Karol Olszewski (1846–1915) mathématicien, physicien et chimiste, devenu célèbre pour avoir réalisé avec Zygmunt Wróblewski les premières liquéfactions de l'oxygène et de l'azote.
- Tadeusz Pankiewicz (1908–1993), le seul pharmacien non-Juif dans le ghetto de Cracovie, Juste parmi les nations
- Franciszek Rychnowski (1850–1929), ingénieur et inventeur
- Lucjan Rydel (1817–1918), dramaturge et poète

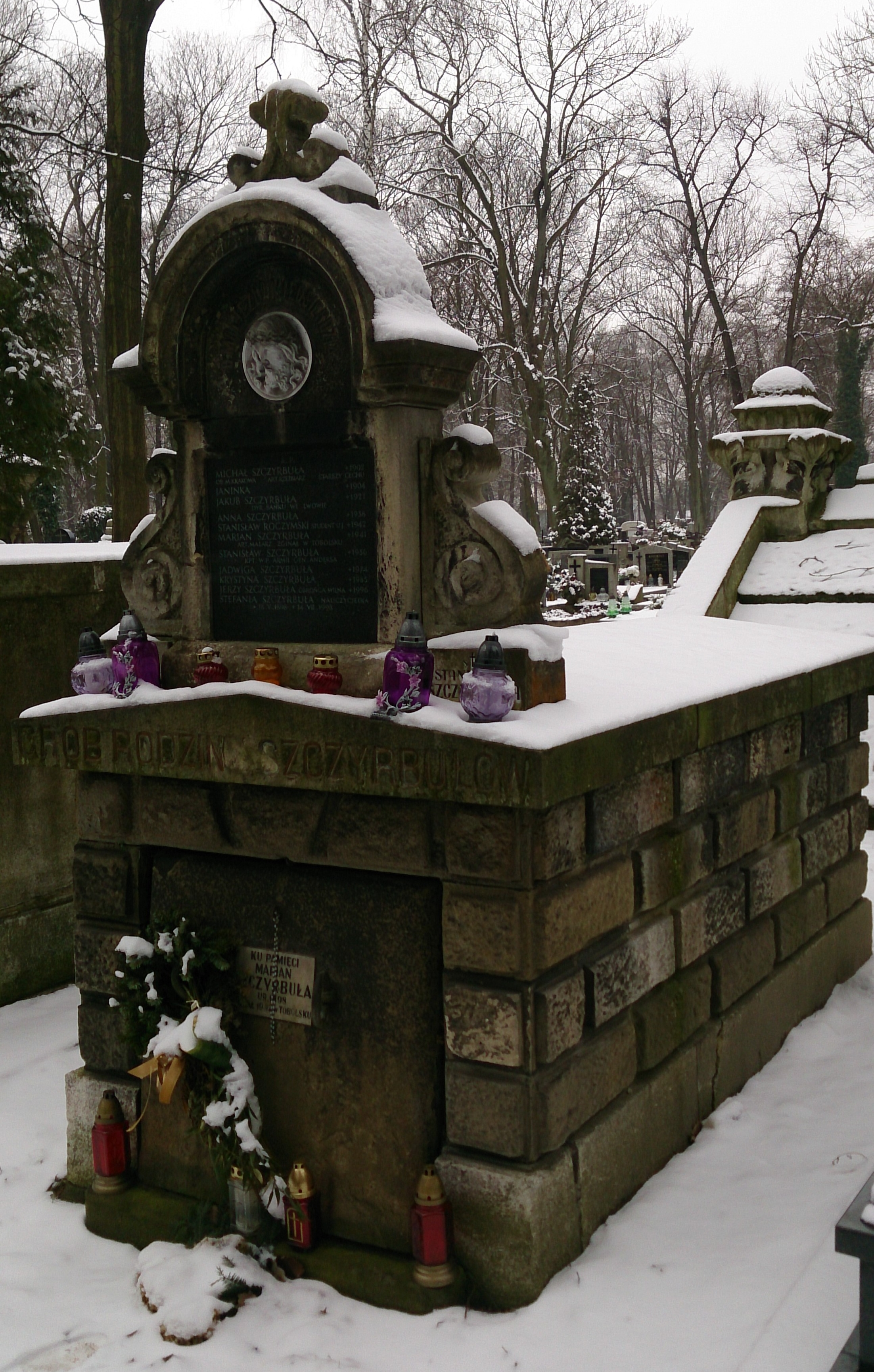
Tombeau familial des Szczyrbuła, sur lequel est apposée une plaque commémorative du peintre Marian Szczyrbuła (1899-1942).

- Czesław Słania (1921–2005), artiste, graveur de timbres postaux
- Maciej Słomczyński (1922–1998), écrivain
- Marian Smoluchowski (1872–1917), pionnier de la physique statistique, alpiniste
- Stepan Smal-Stotsky (1859-1938), linguiste, professeur et ambassadeur ukrainien
- Piotr Stachiewicz (1858-1938), peintre polonais
- Tadeusz Stryjeński (1849–1943), architecte et conservateur des monuments historiques polonais
- Józef Szujski (1835–1883) historien et homme politique
- Wisława Szymborska (1923–2012), poétesse, lauréate du Prix Nobel de littérature
- Alina Świderska (1875 -1963)  romancière et traductrice polonaise
- Teodor Talowski (1857–1910), architecte
- Adam Vetulani (1901–1976), historien du droit
- Jerzy Vetulani (1936–2017), pharmacologue, biochimiste et neuroscientifique
- Tadeusz Vetulani (1897–1952), biologiste, l'initiateur de la recherche scientifique pour la restitution du tarpan, espèce équine jusqu'alors disparue
- Rudolf Weigl (1883–1957), biologiste, inventeur du premier vaccin efficace contre le typhus, Juste parmi les nations
- Zbigniew Wodecki (1950–2017), chanteur et musicien
- Wincenty Wodzinowski (1866-1940), artiste peintre
- Karol, Emilia et Edmund Wojtyła, les parents et le frère du pape Jean-Paul II
- Zygmunt Wróblewski (1845–1888), physicien et chimiste connu pour des découvertes concernant la condensation et la liquéfaction.
- Władysław Żeleński (1837–1921) compositeur, père de l’écrivain Tadeusz Boy-Żeleński.

## Galerie

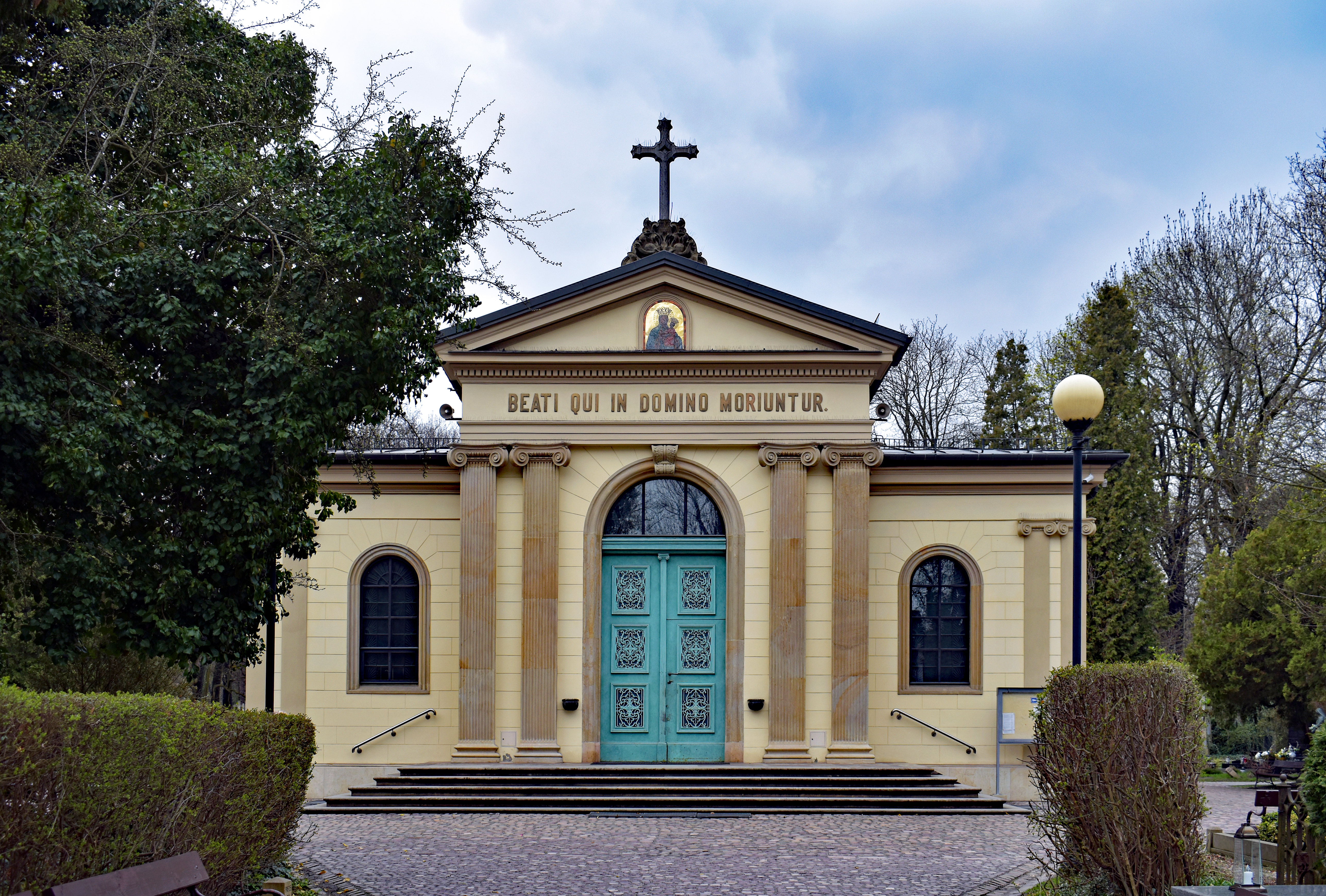
Chapelle de la Résurrection du Christ.
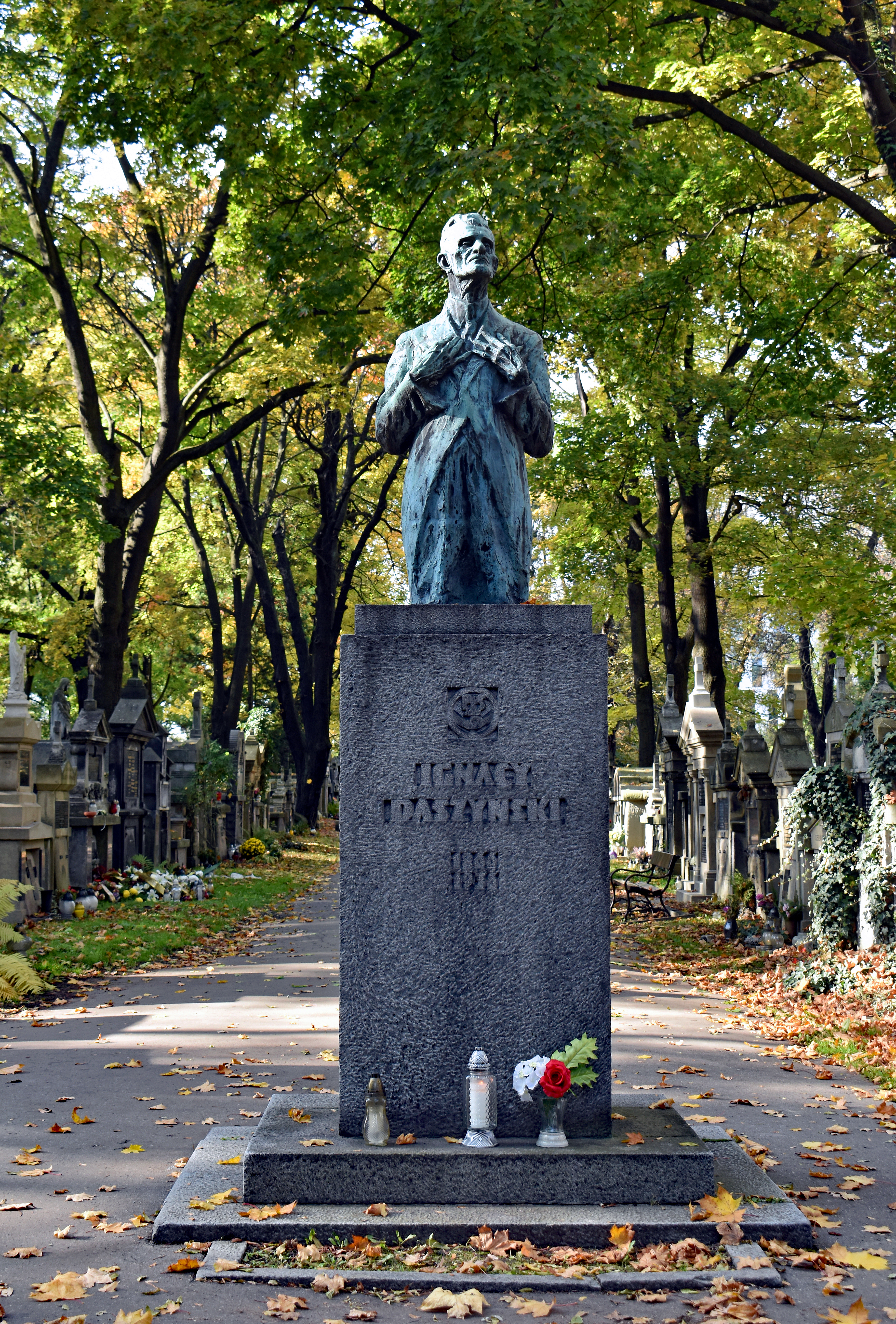
Tombe d’Ignacy Daszyński dans l’allée principale.
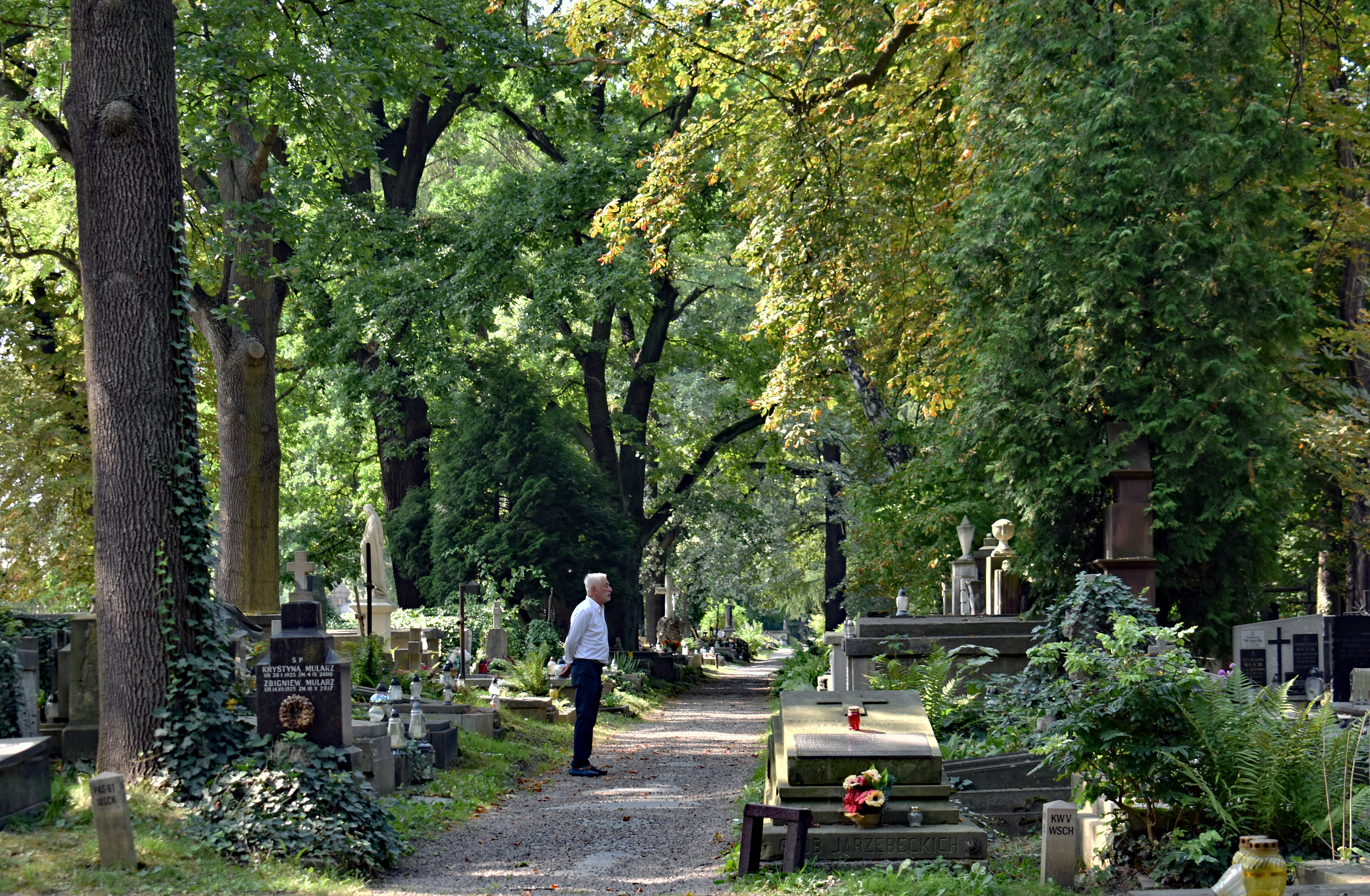
Allée du cimetière.
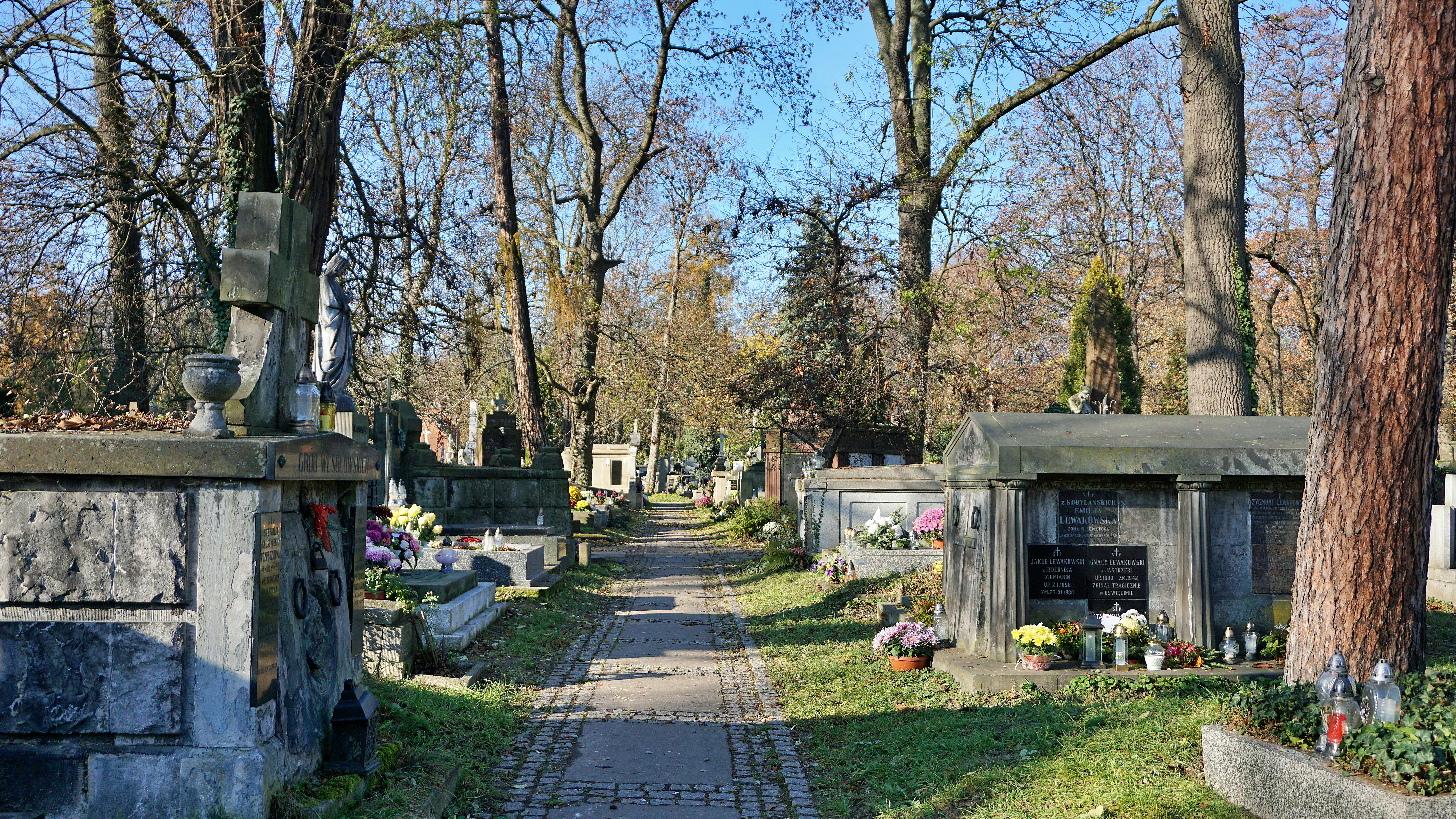
Allée du cimetière.
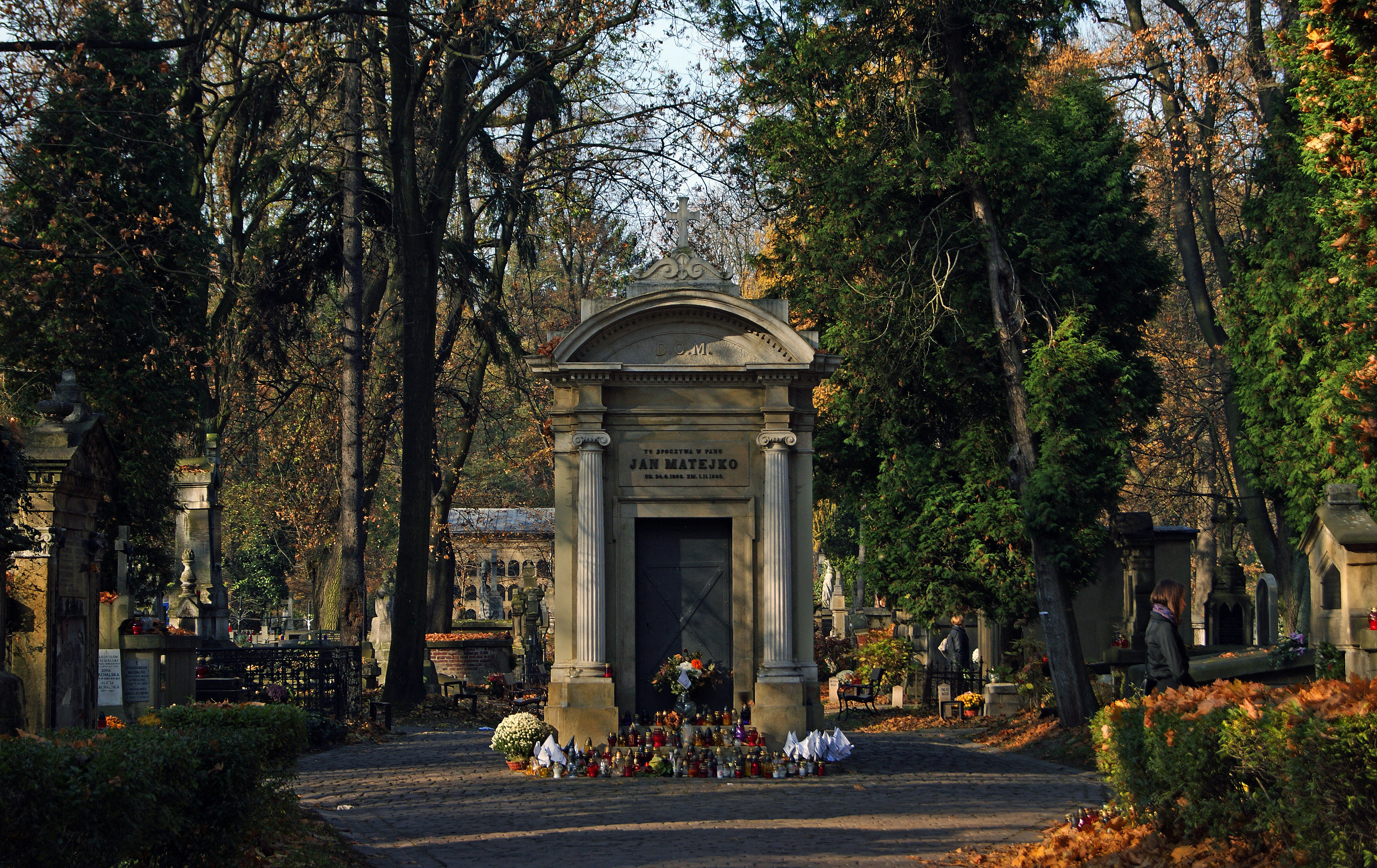
Tombeau de Jan Matejko dans l’allée principale du cimetière.
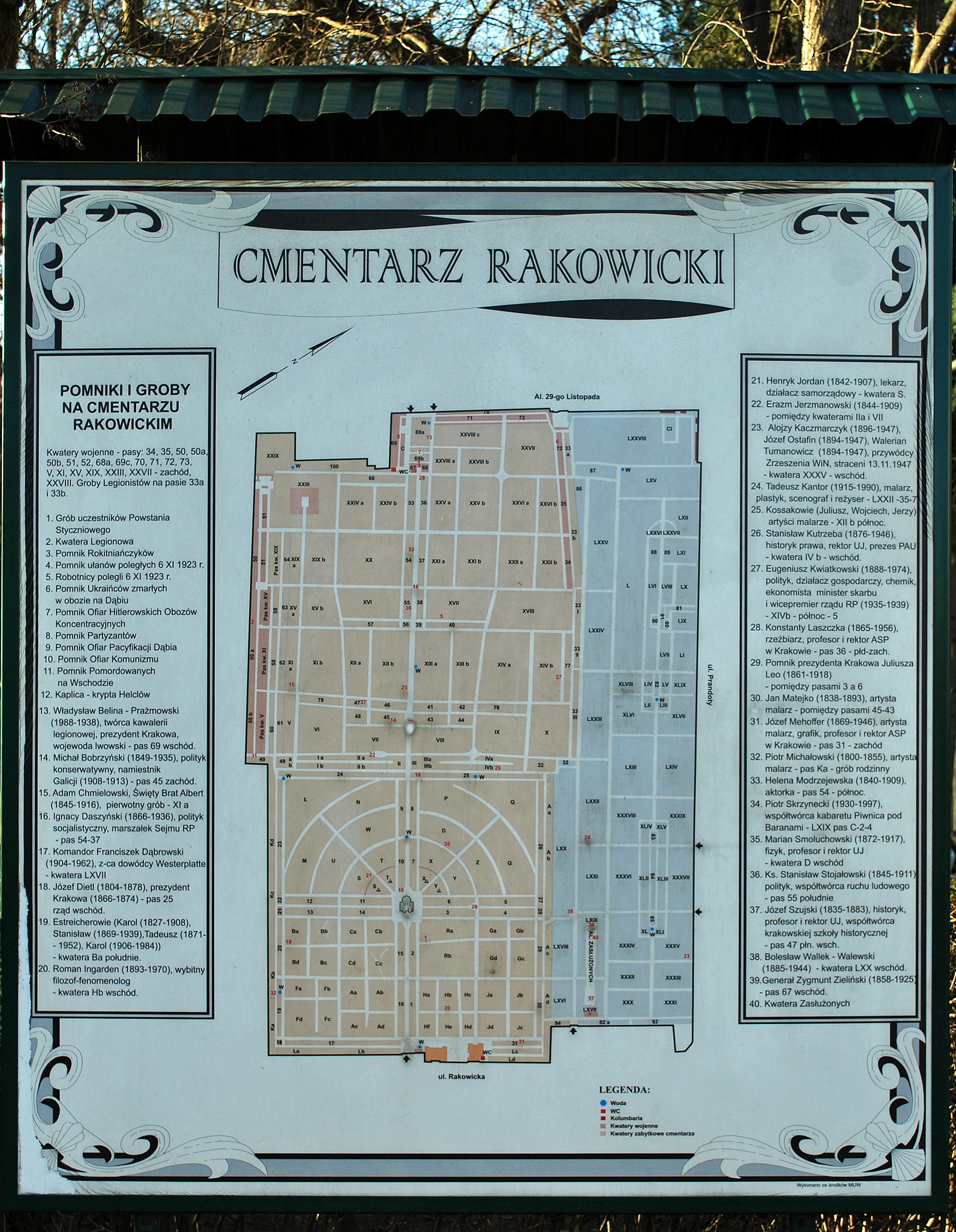
Plan du cimetière Rakowicki.